# ریپوبلیک‌ایر
ریپوبلیک‌ایر (به انگلیسی: Republicair) یک شرکت هواپیمایی است که در تاریخ ۲۰۰۵ میلادی تأسیس شده است. دفتر مرکزی ریپوبلیک‌ایر در تولوکا، استادو د مخیکو، مکزیک واقع شده‌است و قطب این شرکت هواپیمایی در فرودگاه بین‌المللی ال آی سی. آدولفو لوپز ماتئوس قرار دارد.